# Cartodere dromedarius
Cartodere dromedarius is een keversoort uit de familie schimmelkevers (Latridiidae). De wetenschappelijke naam van de soort werd in 1883 gepubliceerd door Marie Joseph Paul Belon.